# 田中亮明
田中 亮明（たなか りょうめい、1993年10月13日 - ）は、日本のアマチュアボクシング選手。
2021年現在の階級はフライ級。中京高等学校に所属。同校教諭で、ボクシング部監督も務める。2020年東京五輪フライ級銅メダリスト。
二つ下の弟・田中恒成はプロボクサー。フィギュアスケート選手の横井ゆは菜は従姉妹。既婚。

## 来歴
岐阜県多治見市出身。中京高等学校 (岐阜県)、駒澤大学卒業。
5歳から空手を始め、12歳で打撃を学ぶ目的でボクシングを始める。
その後ボクシングに転身。多治見のイトカワジムでボクシングの腕を磨く。中京高校では、ボクシング東洋太平洋の元王者である石原英康に指導を仰ぎ、3年時には主将を務め、2011年第66回国民体育大会ボクシング競技少年の部フライ級優勝。高校生時代、のちに世界王者となる、井上尚弥とは4戦4敗。
その後、駒澤大学ボクシング部に進み、国民体育大会 4連覇。2019年までに全日本選手権でフライ級で通算3度優勝した。
さらには2015年、リオデジャネイロ五輪のプレ大会にあたるAquece リオ 国際ボクシングトーナメントで金メダルを獲得。
大学卒業後は母校・中京高校の教師となり、駒澤大ボクシング部監督・小山田裕二、父・田中斉の指導の下、アマチュアボクサーとして活動。
2019年11月24日、2020年東京五輪の予選代表選考会を兼ねた全日本選手権52kg級で優勝し、東京五輪アジア・オセアニア予選への出場権を獲得。
2020年3月に選考会にて東京五輪の開催国枠で出場する男子3名のうち52kg級(フライ級)の代表に内定。
2021年に開催された東京五輪では、準々決勝でリオデジャネイロ五輪ライトフライ級銀メダリストのリバス・マルティネスに勝利し、メダルを確定させた。同級で日本選手がメダルを獲得するのは1960年のローマ五輪で銅メダルを取った田辺清以来61年ぶりとなる。この快挙に象徴される世界のトップ選手としての活躍と母校中京高校ボクシング部監督としての後進育成により、2021年12月、第32回「中日ぎふ体育顕彰」を受賞。

## 主な戦歴
138戦111勝(35RSC)27敗
- 第66回国民体育大会少年の部フライ級優勝[10]
- 第67回国民体育大会成年の部ライトフライ級優勝
- 第68回国民体育大会成年の部フライ級優勝
- 第69回国民体育大会成年の部フライ級優勝
- 第85回全日本選手権大会フライ級優勝
- 2015年度年間最優秀選手MVP獲得[11]
- リオデジャネイロ五輪のプレ大会金メダル[12]
- 第86回全日本選手権大会フライ級優勝[13]
- 2019年ロシア国際トーナメント銀メダル
- 第89回全日本選手権大会フライ級優勝(2020年東京五輪予選・代表決定戦)